# Gens Sallustia
La gens Sallustia era una gens plebea dell'antica Roma, i cui membri più antichi di cui ci sono giunte notizie risalgono alla fine dell'età repubblicana, nel I secolo a.C., mentre gli ultimi alla fine dell'età imperiale, nel V secolo. Il membro più famoso della gens fu Gaio Sallustio Crispo, politico e storico del I secolo a.C., ma diversi altri suoi membri svolsero ruoli di rilievo nella storia romana.

## Membri

### Sallustii Crispi
- Gaio Sallustio Crispo – nativo di Amiternum, raggiunse la pretura nel 47 a.C. e storico, autore del De Catilinae coniuratione e del Bellum Iugurthinum
- Gaio Sallustio C. f. Crispo – nipote di Sallustia, sorella del precedente, da cui fu adottato come figlio[1]
- Gaio Sallustio C. f. C. n. Passieno Crispo – figlio adottivo del precedente, console nel 44[2]

### Altri
- Sallustio Lucullo – governatore della Britannia intorno all'85
- Publio Sallustio Bleso – console suffetto nell'89
- Quinto Sallustio Q. f. Q. n. Macriano – governatore della Mauretania intorno al 206
- Tito Flavio Sallustio Pelignano – console nel 231
- Publio Sallustio Sempronio Vittore – governatore della Mauretania Cesariense intorno al 340
- Flavio Giulio Sallustio – console nel 344
- Flavio Sallustio – prefetto del pretorio delle Gallie nel 361-363 e console nel 363
- Saturnino Secondo Salustio – prefetto del pretorio d'Oriente nel 361-367 e filosofo neoplatonico
- Sallustio di Emesa – filosofo cinico del tardo V secolo